# Novi Ligure
Novi Ligure is een gemeente in de Italiaanse provincie Alessandria (regio Piëmont) en telde eind 2019 ruim 28.000 inwoners. Naast de hoofdplaats met dezelfde naam maken volgende dorpen deel uit van de gemeente: Merella en Barbellotta.

## Demografie
Het aantal inwoners van Novi Ligure daalde in de periode 1991-2019 met 5,8% volgens ISTAT.
| jaar | aantal inwoners |
| ---- | --------------- |
| 1991 | 30.021          |
| 2001 | 27.223          |
| 2004 | 28.204          |
| 2016 | 28.343          |
| 2019 | 28.286          |

## Geografie
De gemeente ligt op ongeveer 197 m boven zeeniveau.
Novi Ligure grenst aan de volgende gemeenten: Basaluzzo, Bosco Marengo, Cassano Spinola, Gavi, Pasturana, Pozzolo Formigaro, Serravalle Scrivia, Tassarolo.

## Geboren
- Romualdo Marenco (1841-1907), componist, dirigent, violist en fagottist
- Armando Massiglia (1911), voetballer[3]